# Ville de Caloundra
La ville de Caloundra (en anglais : City of Caloundra) est une ancienne zone d'administration locale située dans le Queensland en Australie, dont le siège était Caloundra.
Elle couvrait les villes de Caloundra, Kawana, la moitié nord de l'île Bribie et la partie ouest des villes de Maleny et de Witta.
Le 15 mars 2008, elle a été fusionnée avec les comtés de Maroochy et de Noosa pour former la région de la Sunshine Coast.
| - Aroona - Bald Knob - Balmoral Ridge - Battery Hill - Beerburrum - Beerwah - Bells Creek - Birtinya - Bokarina - Booroobin - Bribie Island North - Buddina - Caloundra - Caloundra West - Cambroon - Conondale | - Coochin Creek - Crohamhurst - Curramore - Currimundi - Diamond Valley - Dicky Beach - Elaman Creek - Glass House Mountains - Glenview - Golden Beach - Harper Creek - Kidaman Creek - Kings Beach - Landsborough - Little Mountain - Maleny | - Meridan Plains - Minyama - Moffat Beach - Mooloolah Valley - Mount Mellum - North Maleny - Palmview - Parrearra - Peachester - Pelican Waters - Reesville - Shelly Beach - Warana - Witta - Wootha - Wurtull |

En 2006, la population s'élevait à 87 596 habitants.